# Казе Боното-Рај (Тревизо)
Казе Боното-Рај је насеље у Италији у округу Тревизо, региону Венето.
Према процени из 2011. у насељу је живело 43 становника. Насеље се налази на надморској висини од 26 м.